# دخول ألمانيا إلى الحرب العالمية الأولى
دخلت ألمانيا الحرب العالمية الأولى في 1 أغسطس 1914، عندما أعلنت الحرب على روسيا. وفقًا لخطة الحرب الخاصة بها، تجاهلت روسيا وتحركت أولاً ضد فرنسا، فأعلنت الحرب في 3 أغسطس وأرسلت جيوشها الرئيسة عبر بلجيكا لمهاجمة باريس من الشمال. تسبب الغزو الألماني لبلجيكا في إعلان بريطانيا الحرب إلى ألمانيا في 4 أغسطس. كانت معظم الأطراف الرئيسة في حالة حرب في ذلك الوقت. في أكتوبر 1914، انضمت تركيا إلى الحرب إلى جانب ألمانيا، فأصبحت جزءًا من القوى المركزية. كانت إيطاليا -المتحالفة مع ألمانيا والنمسا والمجر قبل الحرب العالمية الأولى- محايدة في عام 1914 قبل تحولها إلى جانب الحلفاء في مايو 1915.
ناقش المؤرخون بقوة الدور الألماني. يجادل المؤرخ الألماني فريتز فيشر في أحد تفسيراته -التي روج لها في الستينيات من القرن الماضي- القائلة إن ألمانيا كانت ترغب منذ فترة طويلة في السيطرة على أوروبا سياسيًا واقتصاديًا، واغتنمت الفرصة التي فُتحت أمامها بشكل غير متوقع في يوليو 1914، ما جعلها مذنبة ببدء الحرب. في الطرف الآخر من الطيف الأخلاقي، جادل العديد من المؤرخين بأن الحرب نشبت عن غير قصد، نتيجة سلسلة من الحوادث المعقدة التي أثقلت عبء نظام التحالف القائم منذ أمد طويل مع وجود أنظمة التعبئة التي لا يمكن لأحد السيطرة عليها. النهج الثالث، المهم بشكل خاص في السنوات الأخيرة، هو أن ألمانيا رأت نفسها محاطة بأعداء أقوياء بشكل متزايد -روسيا وفرنسا وبريطانيا- الذين قد يسحقونها في النهاية ما لم تتصرف ألمانيا بشكل دفاعي بضربة وقائية.

## خلفية
مع بدء الحرب، وقفت ألمانيا وراء حليفتها النمسا والمجر في مواجهة مع صربيا، ولكن صربيا كانت تحت حماية روسيا، التي كانت متحالفة مع فرنسا. كانت ألمانيا زعيمة القوى الوسطى، التي شملت النمسا والمجر في بداية الحرب، ثم شملت الإمبراطورية العثمانية وبلغاريا، وتجمع ضدهم الحلفاء، الذين يتألفون أساسًا من روسيا وفرنسا وبريطانيا في بداية الحرب، وإيطاليا التي انضمت إلى الحلفاء في عام 1915، والولايات المتحدة، التي انضمت إلى الحلفاء في عام 1917.
كان هناك العديد من الأسباب الرئيسة للحرب العالمية الأولى، التي اندلعت بشكل غير متوقع في يونيو - أغسطس 1914، بما في ذلك النزاعات والعداء في العقود الأربعة السابقة. لعبت العسكرة والتحالفات والإمبريالية والقومية العرقية أدوارًا رئيسة. ومع ذلك، تكمن الأسباب المباشرة للحرب في القرارات التي اتخذها رجال الدولة والجنرالات خلال أزمة يوليو 1914، التي أشعلها اغتيال الأرشيدوق فرانز فرديناند، وريث عرش النمسا والمجر على يد منظمة سرية صربية، تُسمى اليد سوداء.
منذ السبعينيات أو الثمانينيات من القرن التاسع عشر كانت جميع القوى الكبرى تستعد لحرب واسعة النطاق، على الرغم من عدم توقع أي منها لحصول هذه الحرب. ركزت بريطانيا على بناء قواتها البحرية الملكية، وهي بالفعل أقوى من القوتين البحريتين التي تلتها مجتمعتين. أنشأت ألمانيا وفرنسا والنمسا وإيطاليا وروسيا وبعض الدول الأصغر أنظمة تجنيد يخدم فيها الشباب من سنة إلى ثلاث سنوات في الجيش، ثم يقضون العشرين عامًا التالية أو نحو ذلك في الاحتياطيات مع تدريب صيفي سنوي. أصبح الرجال من ذوي المكانة الاجتماعية العليا ضباطًا.
ابتكر كل بلد نظام تعبئة خاص به يمكّنه من استدعاء الجنود الاحتياطيين بسرعة وإرسالهم إلى النقاط الرئيسة بالسكك الحديدية. حُدثت الخطة كل عام وزادت تعقيدًا. خزن كل بلد الأسلحة والإمدادات للجيش، وقد كلفت الملايين. كان لألمانيا في عام 1874 جيش احترافي منتظم يبلغ 420،000، مع 1.3 مليون احتياطي إضافي. بحلول عام 1897، كان قوام الجيش النظامي 545000 وقوة الاحتياطيات 3.4 مليون. كان للفرنسيين في عام 1897 3.4 مليون من جنود الاحتياط، والنمسا 2.6 مليون، وروسيا 4.0 ملايين. كان لدى جميع الدول الكبرى هيئة أركان عامة صممت خطط حرب ضد الأعداء المحتملين. جميع الخطط دعت إلى بدايات حاسمة وحرب قصيرة. كانت خطة شليفن الألمانية الأكثر تفصيلًا. كان الجيش الألماني واثقًا جدًا من أنه سينجح لدرجة عدم وضعه أي خطط بديلة. أبقت ألمانيا هذه الخطط سرية عن النمسا وعن البحرية الألمانية والمستشار ووزارة الخارجية، لذلك لم يكن هناك تنسيق؛ ففشلت الخطة في النهاية.

## القيادة
يركز المؤرخون على حفنة من القادة الألمان، كما هو الحال بالنسبة لمعظم الدول في عام 1914. يركز الاهتمام الخاص بألمانيا على المستشار تيوبالت فون بتمان هولفيغ، وذلك بفضل اكتشاف اليوميات الغنية والصريحة لكبير مساعديه كورت ريزلر.
حصل ولهلم الثاني -الإمبراطور الألماني، القيصر- على دعاية هائلة من كلا الجانبين، ووقع على القرارات الكبرى، لكن غالبا ما يتأثر بالآخرين أو يُتجاهل.
كان هيلموث فون مولتك، رئيس الأركان العامة الألمانية، مسؤولًا عن جميع عمليات التخطيط والتنفيذ للجيش الألماني. احتفظ بخططه هادئة. حصل على موافقة القيصر، لكنه لم يشارك أي من القوات البحرية أو المستشار أو حلفائه. مع تزايد الأزمة، أصبح مولتك أقوى رجل في ألمانيا.

### الرأي العام
لعبت مجموعات الرأي العام دورًا رئيسًا في التأثير والضغط على السياسة الألمانية. كان لكل من الجيش والبحرية شبكتهما الوطنية من المؤيدين، مؤلفة من مليون عضو في الرابطة البحرية الألمانية، التي تأسست في عام 1898، و 20000 في رابطة الجيش الألماني، التي تأسست في عام 1912. كانت «رابطة عموم ألمانيا» المنظمة المدنية الأكثر وضوحًا وعدوانية. قاد كبار ملاك الأراضي حركة الاهتمام الزراعي وكانوا مهتمين بشكل خاص بالتصدير، وكانوا منظمين سياسيًا أيضًا. كانت الشركات الكبرى في صناعات الصلب والفحم جماعات ضغط فعالة. عززت هذه المجاميع الاقتصاديةُ السياسةَ الخارجية العدوانية. لم يكن المصرفيون والممولون مسالمين مثل نظرائهم في لندن، لكنهم لم يلعبوا دورًا كبيرًا في تشكيل السياسة الخارجية.
كان للسلمية مجموعات منظمة جيدة التنظيم، ونددت النقابات العمالية بشدة بالحرب حتى قبل إعلانها. في انتخابات 1912، فاز الاشتراكيون (الحزب الاشتراكي الديمقراطي)، ومقرهم في النقابات العمالية، بنسبة 35% من الأصوات الوطنية. بالغت النخب المحافظة في التهديدات الضمنية التي وجهها الاشتراكيون المتطرفون مثل فرديناند أوغست بيبل وأصابتهم بالقلق. نظر البعض إلى الحرب الأجنبية على أنها حل لمشاكل ألمانيا الداخلية، ونظر آخرون في طرق لقمع الاشتراكيين. حصرت سياسة الحزب الاشتراكي الديمقراطي سياسة ممانعة الحرب على الحروب العدوانية فقط، إذ رأى الألمان أن حرب عام 1914 كانت حربًا دفاعية. في 25 يوليو 1914، ناشدت قيادة الحزب الاشتراكي الديمقراطي أعضاءها للتظاهر من أجل السلام، وظهرت أعداد كبيرة في مظاهرات منظمة. لم يكن الحزب الاشتراكي الديمقراطي ثوريًا، وكان كثير من الأعضاء قوميين. عندما بدأت الحرب، أراد بعض المحافظين استخدام القوة لقمع الحزب الديمقراطي الاشتراكي، لكن المستشار بيتمان هوليج رفض بحكمة. صوت أعضاء البرلمان من الحزب الديمقراطي الاشتراكي بأغلبية 96 صوتًا مقابل 14 صوتًا في 3 أغسطس لدعم الحرب. بقيت عناصر مناهضة للحرب خاصة في برلين. طُردوا من الحزب الديمقراطي الاشتراكي في عام 1916، وشكلوا الحزب الاجتماعي الديمقراطي المستقل في ألمانيا.
أشارت الافتتاحية في الصحف إلى أن اليمين القومي كان يؤيد الحرب علانية، بما في ذلك الحروب الوقائية، في حين أن المحررين المعتدلين لن يدعموا سوى الحرب الدفاعية. استخدمت كل من الصحافة المحافظة والصحافة الليبرالية بشكل متزايد خطاب الشرف الألماني والتضحية الشعبية، وكثيرًا ما صورت أهوال الاستبداد الروسي من ناحية الهمجية الآسيوية.